# اسناد خزانه
اسناد خزانه یا اوراق خزانه یکی از انواع اوراق بهادار بازار پول یا اوراق بهادار کوتاه مدت هستند. در حقیقت، اوراق خزانه سررسید کمتر از یک سال دارند. اوراق خزانه دولتی در ایالات متحده آمریکا از کم خطرترین اوراق بهادار به‌شمار می‌روند. با این که این اوراق خطر تأدیه ندارند ولی می‌توانند به سبب تغییرات نرخ بهره موجب زیان سرمایه‌گذاران شوند. دلیل این امر نیز رابطه معکوس قیمت اوراق خزانه با نرخ بهره است. همچنین، این اوراق بخش قابل توجه‌ای از دارایی شرکت‌هایی که نقدینگی بالایی دارند را به خود اختصاص می‌دهند.
این اوراق توسط دولت صادر می‌شوند و سررسید آن‌ها سه‌ماهه، شش‌ماهه، و یک ساله است. اسناد خزانه کوپن بهره ندارند و در زمان فروش، دولت آن‌ها را از ارزان‌تر از مبلغ اسمی به خریداران می‌فروشند. اسناد خزانه بدون ریسک هستند.